# الرعاية الصحية أحادية الدافع
الرعاية الصحية ذات الدفع الفردي (بالإنجليزية: Single-payer healthcare)‏ هي نوع من الرعاية الصحية الشاملة  يتم تمويلها من خلال الضرائب التي تغطي تكاليف الرعاية الصحية الأساسية لجميع المقيمين، مع تغطية التكاليف بواسطة نظام عام واحد (ومن ثم «الدافع الوحيد»).
قد تتعاقد أنظمة دافع واحد لخدمات الرعاية الصحية من مؤسسات خاصة (كما هو الحال في كندا) أو قد تملك وتوظف موارد وموظفي الرعاية الصحية (كما هو الحال في المملكة المتحدة). يصف «الدافع الوحيد» الآلية التي يتم من خلالها دفع تكاليف الرعاية الصحية من قبل سلطة عامة واحدة، وليس سلطة خاصة، ولا مزيج من الاثنين معا.

## الوصف
تدفع أنظمة الرعاية الصحية ذات الدافع الفردي جميع الخدمات ذات الصلة بالرعاية الصحية من قبل مصدر حكومي أو حكومي وفردي. إنها إستراتيجية تستخدمها الحكومات لتحقيق عدة أهداف، بما في ذلك الرعاية الصحية الشاملة، وتقليل العبء الاقتصادي للرعاية الصحية، وتحسين النتائج الصحية للسكان. تأسست الرعاية الصحية الشاملة في جميع أنحاء العالم كهدف لمنظمة الصحة العالمية في عام 2010  واعتمدتها الجمعية العامة للأمم المتحدة في عام 2015 لخطة التنمية المستدامة لعام 2030.
يُنشئ النظام الصحي القائم على دافع واحد مجموعة مخاطر صحية واحدة تتألف من جميع سكان المنطقة الجغرافية أو السياسية. كما أنه يضع مجموعة واحدة من قواعد الخدمات المقدمة، ومعدلات السداد، وأسعار الأدوية، والحد الأدنى لمعايير الخدمات المطلوبة.
في الدول الغنية، يمتد هذا النوع من التأمين المدار بشكل عام ليشمل جميع المواطنين والمقيمين بشكل قانوني. من الأمثلة على ذلك الخدمة الصحية الوطنية في المملكة المتحدة، والرعاية الصحية في أستراليا، والرعاية الطبية في كندا، والتأمين الصحي الوطني في تايوان.

## تاريخ المصطلح
صاغ دافع واحد في التسعينات لتمييز الفرق بين نظام الرعاية الصحية الكندي وتلك الموجودة في المملكة المتحدة. نظام الرعاية الصحية الكندي هو نظام توفر فيه الحكومة الأموال للتأمين الصحي، ولكن يتم توفير الرعاية الصحية من خلال وكالات خاصة. النظام في المملكة المتحدة هو النظام الذي توفر فيه الحكومة الأموال وتقديم الرعاية الصحية.
يشير الاستخدام المعياري لمصطلح «الرعاية الصحية المدفوعة لشخص واحد» إلى التأمين الصحي، على عكس تقديم الرعاية الصحية، الذي يعمل كخدمة عامة ويتم تقديمه للمواطنين والمقيمين القانونيين لتوفير الرعاية الصحية الشاملة أو الشاملة. يمكن أن تدير الصندوق الصندوق مباشرة أو كوكالة مملوكة ملكية عامة ومنظمة. يتناقض الدافع المفرد مع آليات التمويل الأخرى مثل «دافع متعدد» (مصادر عامة و / أو خاصة متعددة)، «ذو طبقتين» (يتم تعريفه إما كمصدر عام مع خيار استخدام التغطية الخاصة المؤهلة كبديل، أو كمصدر عام للرعاية الكارثية المدعومة من التأمين الخاص للرعاية الطبية المشتركة)، و «مهمة التأمين» (المواطنون مطالبون بشراء التأمين الخاص الذي يفي بالمعايير الوطنية والتي يتم دعمها بشكل عام). تجمع بعض الأنظمة بين عناصر آليات التمويل الأربعة هذه.
على عكس الاستخدام القياسي لهذا المصطلح، يصف بعض الكتاب جميع الأنظمة التي تديرها الحكومة بأنها «خطط دافع منفرد»، وقد وصف آخرون أي نظام للرعاية الصحية ينوي تغطية جميع السكان، مثل خطط القسائم، بـ «خطط الدافع،» على الرغم من أن هذه الاستخدامات عمومًا لا تفي بالتعاريف الصارمة للمصطلح.

## البلدان التي لديها أنظمة دافع واحد
العديد من الدول في جميع أنحاء العالم لديها برامج التأمين الصحي دافع واحد. توفر هذه البرامج بشكل عام شكلاً من أشكال الرعاية الصحية الشاملة، والتي يتم تنفيذها بعدة طرق. في بعض الحالات، يتم توظيف الأطباء وتدير المستشفيات من قبل الحكومة، كما هو الحال في المملكة المتحدة أو إسبانيا. بدلاً من ذلك، قد تشتري الحكومة خدمات الرعاية الصحية من المنظمات الخارجية، مثل النهج المتبع في كندا.